# Eurema
Genre
Le genre Eurema regroupe des lépidoptères (papillons) de la famille des Pieridae et de la sous-famille des Coliadinae.

## Dénomination
Le genre Eurema a été nommé par Jakob Hübner en 1819.
Synonymes : Abaeis (Hübner, 1819), Terias (Swainson, 1821), Xanthidia (Boisduval et Le Conte, 1829), Lucidia (Lacordaire, 1833), Heurema (Agassiz, 1847), Pyrisitia (Butler), Sphaenogona (Butler, 1870), Maiva (Grose-Smith et Kirby, 1893), Kibreeta (Moore, 1906), Nirmula (Moore, 1906), Teriocolias (Röber, 1909)

## Liste des espèces

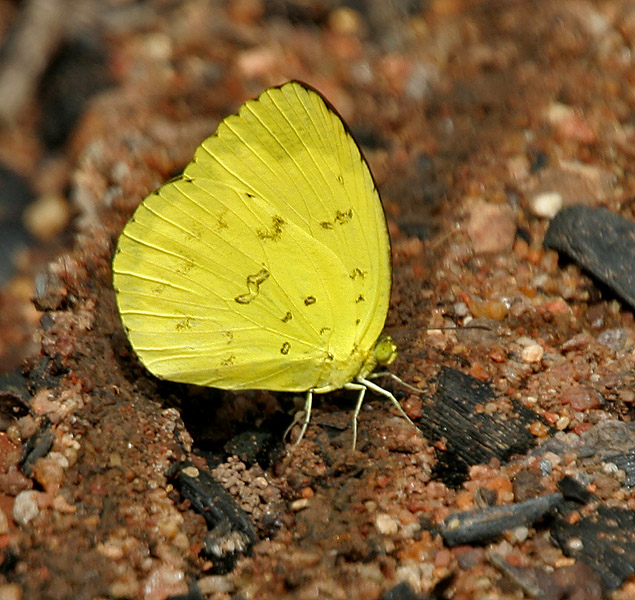
Eurema blanda, Inde

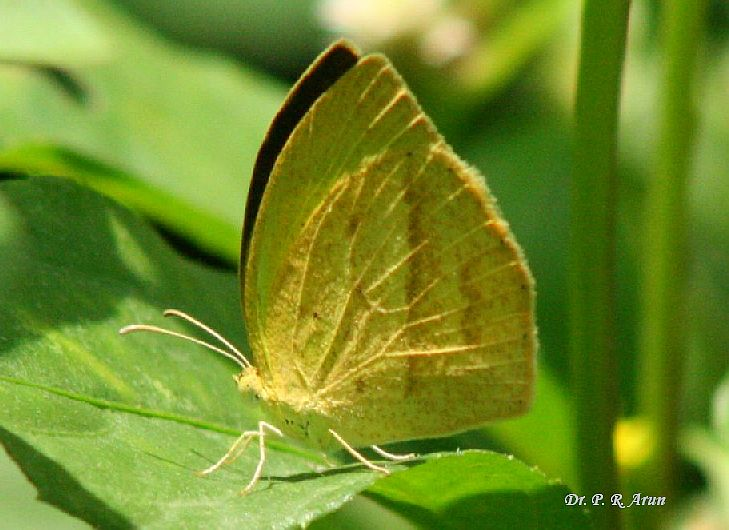
Eurema laeta

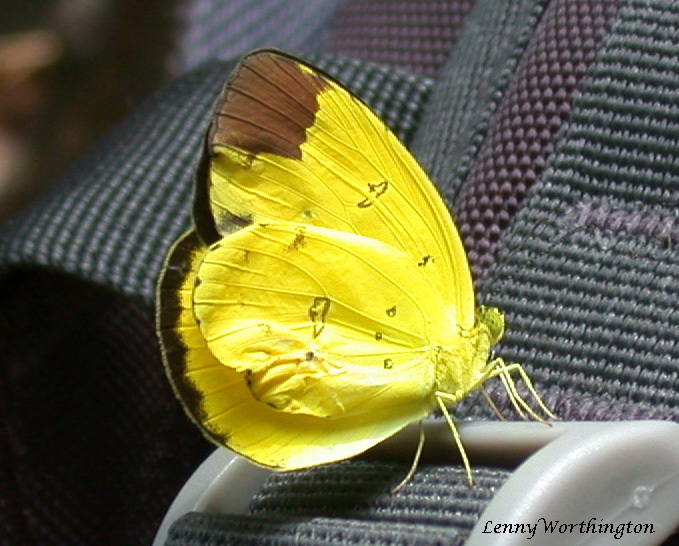
Eurema sari sodalis, Sanctuaire de faune de Khao Soi Dao, Thaïlande

- Eurema ada (Distant et Pryer, 1887).
  - Eurema ada ada
  - Eurema ada choui (Gu, 1994)
  - Eurema ada indosinica (Yata, 1991) en Thaïlande et au Viêt Nam.
  - Eurema ada iona (Talbot, 1939) Birmanie, Indochine, Malaisie, Singapour.
  - Eurema ada prabha (Fruhstorfer) aux Philippines.
  - Eurema ada toba (de Nicéville) nord-est de Sumatra
  - Eurema ada varga (Fruhstorfer) ouest de Java.
  - Eurema ada yaksha (Fruhstorfer)
- Eurema alitha (C. et R. Felder, 1862).
  - Eurema alitha alitha aux Philippines
  - Eurema alitha basilana (Fruhstorfer) aux Philippines
  - Eurema alitha djampeana (Fruhstorfer)
  - Eurema alitha garama (Fruhstorfer)
  - Eurema alitha gradiens (Butler) au nord de Bornéo.
  - Eurema alitha jalendra (Fruhstorfer)
  - Eurema alitha sanama (Fruhstorfer)
  - Eurema alitha samarana (Fruhstorfer)  aux Philippines
  - Eurema alitha sangira (Fruhstorfer)
  - Eurema alitha novaguineensis (Shirozu et Yata, 1982)
  - Eurema alitha zita (C. et R. Felder, 1865) au Sulawesi.
- Eurema andersoni (Moore, 1886).
  - Eurema andersoni andersoni en Malaisie, à Singapour, Sumatra, Bornéo, en Thaïlande et Indochine.
  - Eurema andersoni anamba (Corbet et Pendlebury)
  - Eurema andersoni evansi (Corbet et Pendlebury)
  - Eurema andersoni godama (Fruhstorfer) à Taïwan.
  - Eurema andersoni jordani (Corbet et Pendlebury, 1932)
  - Eurema andersoni konoyi (Morishita)
  - Eurema andersoni ormistoni (Watkins, 1925)
  - Eurema andersoni sadanobui (Shirôzu et Yata, 1982)
  - Eurema andersoni udana (Fruhstorfe) dans l'ouest de Java.
- Eurema arethusa (Drury, 1773).
- Eurema atinas (Hewitson, 1874).
- Eurema beatrix (Toxopeus, 1939) à Java.
- Eurema blanda (Boisduval, 1836).Eurema smilax

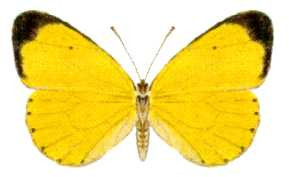
Eurema smilax

  - Eurema blanda  blanda à Java et Bali.
  - Eurema blanda acandra (Fruhstorfer) à Hong Kong.
  - Eurema blanda arsakia (Fruhstorfer, 1910) au Japon et à Taïwan.
  - Eurema blanda cungata (Fruhstorfer, 1910)
  - Eurema blanda hylama (Corbet et Pendlebury)
  - Eurema blanda indecisa (Butler) aux Moluques et en Nouvelle-Guinée.
  - Eurema blanda laratensis (Butler) à Timor.
  - Eurema blanda mensia (Fruhstorfer)  aux Philippines.
  - Eurema blanda moorei (Butler)
  - Eurema blanda natuna (Fruhstorfer)
  - Eurema blanda norbana (Fruhstorfer, 1910)
  - Eurema blanda odinia (Fruhstorfer)
  - Eurema blanda rileyi (Corbet et Pendlebury) dans le sud de la Chine.
  - Eurema blanda sahara (Fruhstorfer, 1910) en Papouasie[Laquelle ?].
  - Eurema blanda sanapati (Fruhstorfer)
  - Eurema blanda silhetana (Wallace, 1867) à Ceylan, en Inde, Indochine, et dans le sud du Yunnan.
  - Eurema blanda snelleni (Moore, 1907) en Malaisie, à Singapour, Sumatra, Bornéo et dans le sud de la Thaïlande.
  - Eurema blanda vallivolans Butler aux Philippines.
  - Eurema blanda visellia Fruhstorfer aux Philippines.
- Eurema boisduvaliana (C. et R. Felder, 1865).
- Eurema brigitta (Stoll, 1780) dans la moitié sud de l'Afrique, le sud de l'Asie et l'Australie.
  - Eurema brigitta brigitta en Afrique tropicale.
  - Eurema brigitta australis (Wallace, 1867) en Australie, Nouvelle-Guinée et Papouasie[Laquelle ?].
  - Eurema brigitta drona (Horsfield, 1829) à Sumatra et Java.
  - Eurema brigitta formosana (Matsumura, 1919) à Taïwan.
  - Eurema brigitta fruhstorferi (Moore, 1906) dans l'est de l'Indochine.
  - Eurema brigitta hainana (Moore, 1878)
  - Eurema brigitta ina (Eliot, 1956) dans le sud de Sulawesi.
  - Eurema brigitta pulchella (Boisduval, 1833) à Madagascar, l'ile Maurice, les Comores, et Aldabra.
  - Eurema brigitta rubella (Wallace, 1867) à Ceylan, en Inde, en  Birmanie dans le sud de la Chine et à Nicobar.
  - Eurema brigitta senna (C. et R. Felder, 1865) en Malaisie et à Singapour
  - Eurema brigitta  yunnana (Mell)
- Eurema candida (Stoll, 1782) aux Moluques.
  - Eurema candida candida
  - Eurema candida dindymene (Fruhstorfer)
  - Eurema candida diotima (Fruhstorfer, 1910)
  - Eurema candida liberia (Fruhstorfer)
  - Eurema candida octogesa (Fruhstorfer)
  - Eurema candida papuana (Butler, 1898)
  - Eurema candida salomonis (Butler, 1898)
  - Eurema candida woodfordi (Butler, 1898)
  - Eurema candida xanthomelaena (Godman et Salvin)
- Eurema celebensis Wallace, 1867.
  - Eurema celebensis celebensis au nord du Sulawesi, (ile Célèbe)
  - Eurema celebensis exophthalma (Fruhstorfer) présent aux îles Sula.
  - Eurema celebensis toalarum (Fruhstorfer) au sud du Sulawesi
- Eurema deflorata Kollar.
- Eurema desjardinsii (Boisduval, 1833) présent en Afrique.
  - Eurema desjardinsii desjardinsii à Madagascar et aux Comores.
  - Eurema desjardinsii marshalli (Butler, 1898) au Kenya.
- Eurema ecriva (Butler, 1873).
- Eurema ecuadora Hewitson, 1869.
- Eurema esakii (Shirôzu, 1953) à Taïwan.
- Eurema floricola Boisduval, 1883.
  - Eurema floricola floricola à Madagascar.
  - Eurema floricola aldabrensis (Bernardi, 1969)
  - Eurema floricola anjuana (Butler, 1879) aux Comores.
  - Eurema floricola ceres (Butler, 1886) à l'ile Maurice et à La Réunion.
  - Eurema floricola leonis (Butler, 1886)
  - Eurema floricola nivea (Berger, 1981)
  - Eurema floricola orientis (Butler, 1888)
- Eurema fridea (Berger, 1981).
- Eurema gnatheme (Boisduval, 1836).
- Eurema gratiosa (Doubleday et Hewitson, 1847).
- Eurema halmaherana (Shirôzu et Yata, 1981)
- Eurema hapale (Mabille, 1887) dans la moitié sud de l'Afrique et à Madagascar.
- Eurema hecabe (Linnaeus, 1758) dans toute l'Afrique, le sud de l'Asie et jusqu'en Australie.
  - Eurema hecabe hecabe aux Célèbes.
  - Eurema hecabe albina Huang, 1994
  - Eurema hecabe amplexa (Butler, 1887)
  - Eurema hecabe biformis (Butler, 1884)
  - Eurema hecabe brevicostalis Butler à Timor
  - Eurema hecabe contubernalis (Moore, 1886)
  - Eurema hecabe diversa (Wallace, 1867)
  - Eurema hecabe hobsoni (Butler, 1880)
  - Eurema hecabe kerawara (Ribbe)
  - Eurema hecabe latilimbata' (Butler, 1886)
  - Eurema hecabe nivaria (Fruhstorfer) aux iles Salomon
  - Eurema hecabe oeta (Fruhstorfer, 1910) en Papouasie.
  - Eurema hecabe phoebus (Butler, 1886) dans le nord de l'Australie.
  - Eurema hecabe solifera (Butler, 1875) dans la savane tropicale africaine.
- Eurema herla (Macleay, 1826) en Australie.
- Eurema hiurae.
- Eurema hyona (Men).
- Eurema lacteola (Distant, 1886) en Malaisie, à Java, Sumatra et Bornéo.
- Eurema laeta (Boisduval, 1836) en Inde, à Ceylan, en Birmanie, au Japon et en Australie.
  - Eurema laeta laeta en Inde, à Ceylan et dans l'ouest de l'Himalaya.
  - Eurema laeta betheseba (Janson, 1878) au Japon.
  - Eurema laeta lineata (Miskin, 1889) en Australie.
  - Eurema laeta pseudolaeta (Moore, 1906) en Thaïlande, au Laos et au Viêt Nam.
  - Eurema laeta punctissima (Matsumura) à Taïwan.
  - Eurema laeta sama (Moore, 1872)
  - Eurema laeta semperi (Moore) aux Philippines.
  - Eurema laeta sikkima (Moore, 1906) en  Birmanie, Thaïlande, Indochine et Chine.
  - Eurema laeta stigmatica (Rothschild, 1915) à Bali.
- Eurema lombokiana (Fruhstorfer, 1897) à l'île Florès.
- Eurema mandarinula (Holland, 1892) en Centrafrique et au Kenya.
- Eurema mentawiensis (Corbet, 1942).
- Eurema musa (Fabricius).
- Eurema mycale (Felder).
- Eurema nicevillei (Butler, 1898) en Birmanie, Malaisie, à Sumatra et Bornéo.
- Eurema nilgiriensis (Yata, 1990)
- Eurema novapallida (Yata, 1992) en Thaïlande, au Laos et au sud du Viêt Nam.
- Eurema palmira (Poey, ?1853).
- Eurema phiale (Cramer, 1775).
- Eurema puella (Boisduval, 1832) en Nouvelle-Guinée.
- Eurema regularis (Butler, 1876) au Ghana et dans l'est de l'Afrique.
- Eurema sari (Horsfield, 1829).
  - Eurema sari sari à Java.
  - Eurema sari curiosa (Swinhow)
  - Eurema sari obucola (Fruhstorfer, 1910) dans le sud de Bornéo.
  - Eurema sari sodalis (Moore, 1886)  Malaisie, Singapour, Thaïlande, sud de la Birmanie, Indochine, Sumatra, et nord de Bornéo.
  - Eurema sari thyreus (Fruhstorfer)
- Eurema sarilata (Semper, 1891)  aux Philippines.
  - Eurema sarilata sarilata
  - Eurema sarilata bazilana (Shirôzu et Yata)
  - Eurema sarilata luzonensis (Shirôzu et Yata)
  - Eurema sarilata mindorana (Butler)
  - Eurema sarilata risa (Morishita)
- Eurema senegalensis (Boisduval, 1836) au Sénégal, Kenya, en Tanzanie, Ouganda, République du Congo, République démocratique du Congo, Cameroun, Nigeria, Liberia et Sierra Leone.
- Eurema simulatrix (Semper, 1891)
  - Eurema simulatrix simulatrix aux Philippines.
  - Eurema simulatrix  inouei (Shirôzu et Yata, 1973) Thaïlande et Indochine.
  - Eurema simulatrix littorea (Morishita, 1968)
  - Eurema simulatrix princessae (Morishita)
  - Eurema simulatrix sarinoides (Fruhstorfer, 1910) nord de la Thaïlande et Laos.
  - Eurema simulatrix tecmessa (de Nicéville et Martin, 1896) Malaisie, Birmanie, sud de la Thaïlande, Singapour, Sumatra, Java, et Bornéo.
  - Eurema simulatrix tiomanica (Okubo, 1983)
- Eurema smilax (Donovan, 1805) en Australie et Tasmanie.
- Eurema sybaris Hopffer.
- Eurema tilaha (Horsfield, 1829).
  - Eurema tilaha tilaha à Java.
  - Eurema tilaha myria (Fruhstorfer) à Bali.
- Eurema tominia (Vollenhoven, 1865).
  - Eurema tominia tominia au Sulawesi.
  - Eurema tominia arisa Fruhstorfer
  - Eurema tominia battana (Fruhstorfer) au Sulawesi.
  - Eurema tominia faunia (Fruhstorfer)
  - Eurema tominia halesa (Fruhstorfer)
  - Eurema tominia horatia (Fruhstorfer) sud de Bornéo.
  - Eurema tominia mangolina (Fruhstorfer)
  - Eurema tominia nabalua (Corbet et Pendlebury) nord de Bornéo.
  - Eurema tominia talissa (Westwood)
  - Eurema tominia toradja (Fruhstorfe) au Sulawesi.
- Eurema timorensis (Shirôzu et Yata, 1977) à Timor.
- Eurema upembana (Berger, 1981)
- Eurema zamida (Fruhstorfer, 1908).

### Sous-groupeNA
- Eurema adamsi (Lathy, 1898) à la Jamaïque.
- Eurema agave (Cramer, 1775).
  - Eurema agave agave au Suriname et en Guyane française.
  - Eurema agave millerorum (Llorente et Luis, 1987) au Mexique.
  - Eurema agave pallida (Chavannes, 1850) au Brésil.
- Eurema albula (Cramer, 1776).
  - Eurema albula albula au Suriname et au Brésil.
  - Eurema albula celata (R. Felder, 1869) au Mexique.
  - Eurema albula espinosae (Fernández, 1928)
  - Eurema albula marginella (C. et R. Felder, 1861) au Venezuela.
  - Eurema albula sinoe (Godart, 1819) au Brésil.
  - Eurema albula totora (Lamas, 1981) au Pérou.
- Eurema amelia (Poey, [1832]) à Cuba.
- Eurema arbela C. et R. Felder, 1861.
  - Eurema arbela arbela en Bolivie.
  - Eurema arbela angulata (Wallengren, 1860) en Équateur et au Pérou.
  - Eurema arbela boisduvaliana (C. et R. Felder, [1865]) au Mexique, au Costa Rica, aux Antilles.
  - Eurema arbela deflorata (Kollar, 1850) en Colombie.
  - Eurema arbela gracilis (Avinoff, 1926) au Brésil.
  - Eurema arbela  graduata (Butler, 1873) au Brésil.
  - Eurema arbela gratiosa (Doubleday, 1847) au Venezuela, au Costa Rica, en Colombie et à Trinidad.
  - Eurema arbela ruizana (Lamas, 1981) au Pérou.
- Eurema daira (Godart, 1819).
  - Eurema daira daira
  - Eurema daira eugenia (Wallengren, 1860) au Mexique, à Panama, au Costa Rica, au Guatemala.
  - Eurema daira  lydia (C. et R. Felder, 1861) au Venezuela et en Colombie.
  - Eurema daira macheti (Brévignon, 1996)  en Guyane française.
  - Eurema daira palmira (Poey, 1852) à Cuba et aux Bahamas.
  - Eurema daira sidonia (R. Felder, 1869) au Mexique
- Eurema deva (Doubleday, 1847).
  - Eurema deva deva au Brésil.
  - Eurema deva chilensis (Blanchard, 1852) au Chili.
  - Eurema deva doris (Röber, 1909) en Bolivie.
- Eurema elathea (Cramer, 1777).
  - Eurema elathea elathea à Cuba.
  - Eurema elathea flavescens (Chavannes, 1850) au Brésil et en Argentine.
  - Eurema elathea ella (Röber, 1909) en Équateur.
  - Eurema elathea lamasi (Brévignon, 1993) en Guyane française.
  - Eurema elathea obsoleta (Jörgensen, 1932) au Brésil et au Paraguay.
  - Eurema elathea vitellina (C. et R. Felder, 1861)  au Venezuela, Costa Rica, à Panama, en Colombie.
- Eurema fabiola (C. et R. Felder, 1861) au Venezuela et en Équateur.
- Eurema lirina (Bates, 1861) au Brésil.
- Eurema lucina Poey, 1853.
  - Eurema lucina lucina à Cuba.
  - Eurema lucina priddyi (Lathy, 1898) à Haïti.

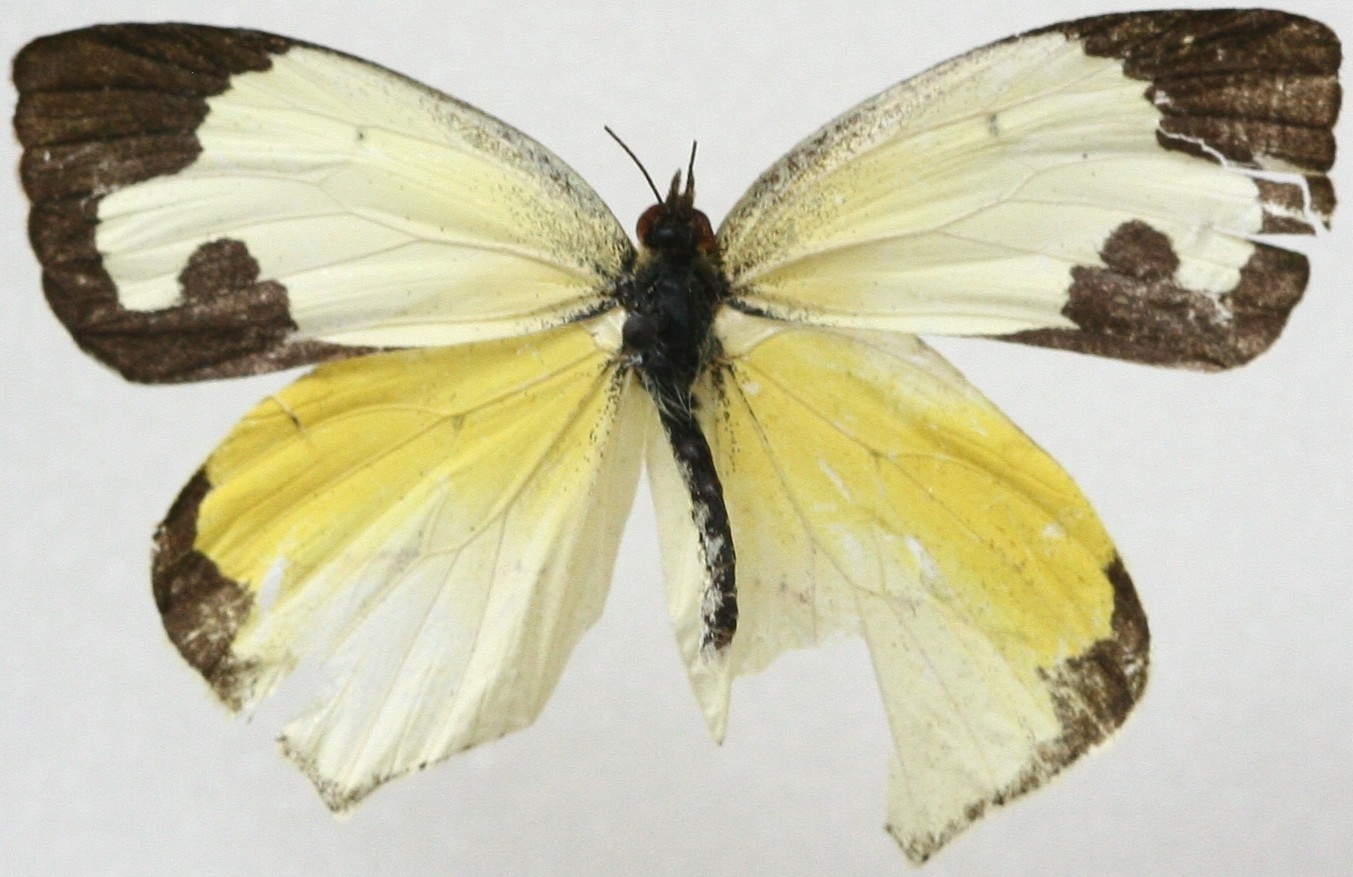
Eurema mexicana mâle

- Eurema mexicana (Boisduval, 1836).
  - Eurema mexicana mexicana au Mexique, au Honduras, en Arizona, au Texas et au Kansas.
  - Eurema mexicana bogotanaen Colombie.
- Eurema nigrocincta Dognin, 1889.
  - Eurema nigrocincta  nigrocincta en Équateur.
  - Eurema nigrocincta hockingi (Lamas, 1981) au Pérou.
- Eurema paulina (Bates, 1861) au Brésil et au Pérou.
- Eurema phiale (Cramer, 1775) en Colombie et Bolivie.
  - Eurema phiale phiale au Suriname.
  - Eurema phiale columbia (C. et R. Felder, 1861)  au Venezuela en Colombie et Bolivie.
  - Eurema phiale paula (Röber, 1909)  au Brésil et en Argentine.
- Eurema reticulata (Butler, 1871) au Pérou et en Équateur.
- Eurema salome (Butler, 1871) du sud de l'Amérique du Nord au nord de l'Amérique du Sud.
  - Eurema salome salome  au Pérou.
  - Eurema salome gaugamela (C. et R. Felder, [1865]) en Colombie et au Venezuela.
  - Eurema salome jamapa (Reakirt, 1866) au Mexique.
  - Eurema salome limoneus (C. et R. Felder, 1861) au Venezuela.
  - Eurema salome xystra (d'Almeida, 1936)  en Équateur.
- Eurema tupuntenem (Lichy, 1976) au Venezuela.
- Eurema xanthochlora (Kollar, 1850).
  - Eurema xanthochlora xanthochlora au Mexique, Costa Rica, Nicaragua, Venezuela et en Colombie.
  - Eurema xanthochlora ectriva (Butler, 1873)  en Équateur.
  - Eurema xanthochlora pomponia (Hopffer, 1874) au Pérou.

### Sous-groupeabaeis
- Eurema nicippe (Cramer, 1779) dans le sud de l'Amérique du Nord et au Costa Rica.
- Eurema nicippiformis (Munroe, 1947) à Haïti.

### Sous-groupepyrisitia
- Eurema chamberlaini (Fruhstorfer) aux Bahamas.
  - Eurema chamberlaini chamberlaini
  - Eurema chamberlaini clenchi (Miller, Simon et Harvey, 1992)
  - Eurema chamberlaini inaguae (Munroe, 1950)
  - Eurema chamberlaini mariguanae (Bates, 1934)
- Eurema dina (Poey, 1832).
  - Eurema dina dina à Cuba.
  - Eurema dina bayobanex (Bates, 1939) à Haïti.
  - Eurema dina helios (Bates, 1934) aux Bahamas.
  - Eurema dina parvumbra (Kaye, 1925) à la Jamaïque.
  - Eurema dina westwoodi (Boisduval, 1836) au Mexique, au Costa Rica, au Honduras et à Panama.
- Eurema euterpiformis (Munroe, 1947) à Haïti.
- Eurema leuce (Boisduval, 1836).
  - Eurema leuce leuce au Brésil et en Uruguay.
  - Eurema leuce antillarum (Hall, 1936) à Sainte Lucie, la Dominique et Porto Rico.
  - Eurema leuce athalia (C. et R. Felder, [1865])
  - Eurema leuce circumcincta (Bates, 1861) au Brésil.
  - Eurema leuce flavilla (Bates, 1861) au Brésil.
  - Eurema leuce memulus (Butler, 1871)  à Haïti.
- Eurema lisa (Boisduval et Leconte, 1829) présent dans la moitié est de l'Amérique du Nord.
  - Eurema lisa lisa dans le Maine, la Floride et le Kansas.
  - Eurema lisa centralis (Herrich-Schäffer, 1865) au Guatemala et au Mexique.
  - Eurema lisa euterpe (Ménétriés, 1832) à Cuba et à Haïti.
- Eurema messalina (Fabricius, 1787) aux Antilles, à la Jamaïque, à Cuba, aux Bahamas et en Floride.
- Eurema nise (Cramer, 1775).
  - Eurema nise nise à la Jamaïque.
  - Eurema nise floscula (Weeks, 1901) en Bolivie, en Argentine et au Pérou.
  - Eurema nise larae (Herrich-Schäffer, 1862) à Cuba.
  - Eurema nise nelphe (R. Felder, 1869) au Mexique et à Panama.
  - Eurema nise stygma (Boisduval, 1836) en Équateur et au Pérou.
  - Eurema nise tenella (Boisduval, 1836) au Brésil, en Argentine et au Paraguay.
- Eurema portoricensis (Dewitz, 1877) à Porto Rico.
- Eurema proterpia (Fabricius, 1775) aux Antilles, à la Jamaïque, à Cuba, au Guatemala, au Mexique, en Équateur et en Colombie.
- Eurema pyro (Godart, 1819) à Haïti.
- Eurema venusta (Boisduval, 1836) à la Jamaïque, à Trinité-et-Tobago et en Colombie.
  - Eurema venusta venusta au Venezuela, au Suriname et en Guyane française
  - Eurema venusta aequatorialis (C. et R. Felder, 1861)
  - Eurema venusta emanona (Dillon, 1947) aux Antilles.

### Sous-groupeteriocolias
- Eurema zelia (Lucas, 1852).
  - Eurema zelia zelia en Bolivie,  au Pérou et en Argentine.
  - Eurema zelia andina (Forbes, 1928) au Pérou et au Chili.
  - Eurema zelia mathani (Field, 1950) au Pérou.
  - Eurema zelia pacis (Röber, 1909) au Pérou.

### Source
- (en) funet